# Comuna Ivkivți, Prîlukî
Ivkivți (în ucraineană Івківці) este o comună în raionul Prîlukî, regiunea Cernihiv, Ucraina, formată din satele Holubivka și Ivkivți (reședința).

## Demografie
Componența lingvistică a comunei Ivkivți
     Ucraineană (96,88%)
     Rusă (2,76%)
     Alte limbi (0,32%)
Conform recensământului din 2001, majoritatea populației comunei Ivkivți era vorbitoare de ucraineană (96,88%), existând în minoritate și vorbitori de rusă (2,76%).